# Fundulopanchax robertsoni
Fundulopanchax robertsoni är en fiskart som först beskrevs av Alfred C. Radda och Scheel, 1974.  Fundulopanchax robertsoni ingår i släktet Fundulopanchax och familjen Nothobranchiidae. IUCN kategoriserar arten globalt som otillräckligt studerad. Inga underarter finns listade i Catalogue of Life.